# David Berglas
David Berglas (Berlín, República de Weimar, 30 de junio de 1926-Londres, 3 de noviembre de 2023) fue un mago, mentalista, y mnemonista británico.

## Primeros años
Berglas, quien es de ascendencia alemana-judía, escapó de la Alemania Nazi y huyó a Inglaterra a los once años. A la edad de 16 años, quiso convertirse en piloto de la Armada Real. Mintió sobre su edad y consiguió unirse. Cuando fue descubierto no se le permitió continuar ni completar su entrenamiento.
Tiempo después siguió interesado en formar parte de la guerra y descubrió que la Armada Americana estaba urgentemente buscando reclutas habilidosos para un importante trabajo en la desnazificación de Alemania. Los requisitos eran muy rigurosos. Tenían que tener cierto entrenamiento militar previo, y pasar estrictas pruebas físicas y mentales. Y lo más importante, tenían que hablar dos idiomas además del inglés, entre ellos un fluido alemán. La edad mínima requerida era de 21 años. Berglas explicó que el solo tenía 19 años pero cumplía todas las otras características. Fue aceptado dentro del cuerpo de inteligencia de la armada estadounidense sirviendo a la 'aventura llena', 18 meses después de la Segunda Guerra Mundial. Tiempo después asistió al Colegio Técnico de Bradford para estudiar textiles con el propósito de unirse al negocio familiar basado en Wyke.
Su primer acercamiento a la magia fue en 1947, a través de una reunión con Ken Brooke. La magia se convirtió en un hobby absorbente durante 5 años, tiempo por el cual estudió psicoterapia y se especializó en hipnosis médica.
Aunque nunca se presentó en su etapa de hipnotista, sus demostraciones le dieron la experiencia de pararse frente a una audiencia y subir voluntarios al escenario. Esto le dio la confianza para cuando se convirtió en mago profesional en 1952, trabajando en prestigiosos clubes nocturnos y posteriormente en 1953 apareció en el famoso teatro "Windmill", con shows de 6 veces al día, 6 días a la semana por 6 meses.
David Berglas es padre de Marvin Berglas de Marvin's Magic, el más grande proveedor de escenarios profesionales de magia en el mundo. También es tío del artista sudafricano Zapiro.

## Carrera
En 2009 "Enigma" muestra en su folleto de espectáculo la siguiente dedicación, Derren Brown describe a David Berglas como "uno de los más asombrosos magos en vida" y le agradece "por su constante inspiración y seguridad. Cada show se debe a su apantallador y artístico cuerpo de trabajo. Gracias David". 
En 1950, Berglas creó lo que hoy se conoce cómo "El Santo Grial" de la carta mágica, conocido como "El efecto Berglas". 

La Sociedad Mágica Británica es conocida por ser el club de magia más viejo en el Reino Unido. Anualmente éste presenta 'El premio David Berglas', otorgándolo a los principales magos británicos.
En 1999, Berglas establece una organización llamada la Fundación para Promover el Arte de la Magia sin propósitos de lucro (FP-AM). La fundación otorga el "The David Berglas International Magic Award" anualmente en la prestigiosa convención internacional de magia en Londres. El primer premio fue para la convención de organizadores, The MacMillan family, y posteriormente en 2008 para Uri Geller, en 2009 para David Copperfield, en 2010 para Juan Tamariz, en 2011 para Derren Brown y en 2012 para Jeff McBride.

## Películas
David Berglas estuvo involucrado en un gran número de películas, actuando como consultor creativo y consejero técnico, incluyendo:
- 1967, La versión de Casino Royale,[15] con Orson Welles, Peter Sellers, David Niven y Woody Allen.
- 1989, Batman, de Tim Burton, con Michael Keaton y Jack Nicholson, en 1989
- Willow, de George Lucas, con Warwick Davis
- Barry Lyndon, de Stanley Kubrick, con Ryan O'Neal
- Octopussy, de Albert R. Broccoli, con Roger Moore, y otras cuatro películas más de James Bond.[cita requerida]

## Radio
Berglas se volvió una persona reconocida en Inglaterra por sus presentaciones en la cadena de radio BBC, un trabajo inusual para un mago. El condujo lo que llamaba "Experimentos Psicológicos a Escala Nacional" (Nationwide Psychological Experiments), involucrando millones de radioescuchas en sus hogares. El show requería que los oyentes escribieran para confirmar su reacción al programa. Hasta estos días, la BBC tiene esto como la mayor colección de cartas de fanes que han recibido. Mientras se transmitía el show, no era inusual que David recibiera entre 3000 y 4000 cartas por semana.
Sus emisiones semanales incluían acrobacias sensacionales, siendo una de ellas colgar un cuadro sobre Regent Street y estar en Londres una semana completa. Uno de los trucos más espectaculares fue un folder sellado por el Cuerpo Diplomático del Ministerio de la Marina, el cual fue abierto en el estudio y contenía el pasaporte de un miembro de la audiencia sentado en el teatro, el cual había desaparecido minutos antes.
Luego dejó la radio durante 17 años. Cuando la radio comercial comenzaba él tenía un programa de radio de teléfono regularmente en la tarde noche, en Londres Broadcasting Company, que comenzó en 1973.

## Televisión
Berglas fue uno de los primeros magos en aparecer en la televisión británica con su propio espectáculo, Conoce a David Berglas, en 1954, el cual atrajo una audiencia  de 19 millones de espectadores. Diferentes series de televisión hicieron shows con las mismas tendencias de David Berglas, estos fueron aclamados en los Países Bajos, Suecia, Noruega y Alemania. La televisión comercial en Reino Unido inició en septiembre en el año 1955 y su primer programa transmitido fue por David Berglas con la ayuda de la Asociación Rediffusion. La serie se llamaba Focus on Hocus.
Desde Las Vegas, David Berglas presentó un especial de una hora en la televisión en 1970 y en Londres causó sensación con su serie del Canal 4 La mente de David Berglas', emitida entre 1985 y 1986, en donde entrevistó a varias celebridades como Omar Sharif, Christopher Lee, Britt Ekland, Peter Cook y Max Bygraves.

## Reconocimientos y premios
- En 1967, después de su gran éxito en los Países Bajos, fue nombrado con "la mejor personalidad del año en la televisión" de ese país en 1967; fue la primera vez que premiaron a un artista extranjero.
- Presidente de la Hermandad Internacional de Magos (Anillo Británico), 1976/1977.[16]
- Apareció en la portada de la revistaThe Linking Ring en 1977.[17]
- En 1979 fue nominado como el "Rey rata" de la Gran Orden de Ratas en el Agua, la cual es la principal organización de caridad de negocios en el mundo en los espectáculos.
- Presidente del Círculo de la Magia, durante 1989–1998
- En la Navidad de 1991 Michael Aspel sorprendió a David Berglas con una invitación al programa Esta es tu vida.
- El Círculo de la Magia lo premió con la prestigiosa  "Medalla de Oro" en 2000[18](David fue la sexta persona en recibir este premio desde 1905). En 1995 recibió el "Premio Maskelyne" por su destacada contribución en la magia británica[19]  y en octubre de 2011 recibió el galardón internacional del Círculo de Magia, el "David Devant".[20]
- Reconocido internacionalmente por Suecia con la "Placa de Oro" en 1980 y en 2000 recibió la prestigiosa medalla de oro "Grolla" en Italia.
- La Academia de Artes Mágicas de Hollywood le otorgó una "Beca Especial" en 2000,[21] y en 2004 le otorgaron una "Beca Masters".
- En 2008 le fue otorgado el "Premio Griffin" y el "Gran Master del Misterio" por PSYCRETS (The British Society of Mystery Entertainers).[22]
- En enero de 2011 recibió un premio por su gran trayectoria en la Convención de sesiones de Gloucester.[23]
- En el festival Internacional de la Magia recibió el Premio Gran Lafayette de 2013.[24]

## Libros
En 1967 realizó el libro holandés que fue el mejor vendido, David Berglas onthult... bijna alles ("David Berglas revela casi todo"), y en 1988 "Una pregunta de memoria" (con Guy Lyon Playfair), publicado por Jonathan Cape Ltd. (ISBN 0 224 025570). Escribió una gran cantidad de artículos, notas y lecturas para la fraternidad de magia, incluyendo "The David Berglas File No. 1" (1976) y el más buscado después de algún tiempo, ahora fuera de impresión La Mente y Magia de David Berglas - según lo revelado por David Britland (The Mind and Magic of David Berglas - As Revealed to David Britland), de 2002, publicado por Jim Steinmeyer a través de Hahne Publications. Este se ha vuelto en una pieza de colección que en varias ocasiones se ha ofrecido en su precio original. 
En 2011 lanzó un libro con Richard J. Kaufman titulado Los Efectos Berglas (The Berglas Effects) - este es el libro nombrado después de su famoso truco "Cualquier Carta En Cualquier Número" (Any Card At Any Number). El libro tiene un prólogo escrito por Juan Tamariz, un epílogo escrito por Max Maven, 3 DVDs y también incluye un par de lentes 3D.
En 2012 les proporcionó a ambos una contribución y prólogo al libro de la asociación PSYCRETS titulado Liber Mentis (ISBN 978-1-291-10732-6), ensayos y rutinas de misteriosos efectos, editados y autorizados por Steve Drury.